# سلیمان بینافرد
سلیمان بینافرد (زادهٔ ۱۳۱۲) کشتی‌گیر سابق اهل ایران و تنها یهودی ایران است که به تیم ملی کشتی این کشور پیوسته‌است.
او کشتی آزاد را در سال ۱۹۵۰ در سن ۱۵ سالگی آغاز کرد. در آن سال در لیگ نوجوانان تهران به مقام قهرمانی دست‌یافت.
او دو بار قهرمان کشوری سبک‌وزن کشتی آزاد در وزن ۴۸ کیلوگرم، قهرمان لیگ بزرگسالان تهران، مقام دوم در مسابقات انتخابی کشتی فرنگی المپیک ۱۹۶۰ ایتالیا، جایگاه دوم در مسابقات قهرمانی تیمی جهان، و برندهٔ مدال نقره در مکابیا بود.